# Lüderitz, Stendal
Lüderitz là một đô thị thuộc huyện Stendal, bang Sachsen-Anhalt, Đức. Đô thị Lüderitz, Stendal có diện tích 38,84 kilômét vuông, dân số thời điểm ngày 31 tháng 12 năm 2006 là 1127 người.